# Josefin Brännvall
 Klara Josefin Brännvall, född 5 mars 1985 i Umeå, är en svensk före detta fotbollsspelare (försvarare) som har spelat i Mariehem SK, Umeå DFF och Umeå Södra FF. Hon slutade med fotbollen 2007. Hennes moderklubb är IFK Umeå.